# Distrikt Tazrouk
Der Distrikt Tazrouk, auch Daerah Tazrouk ist eine Verwaltungseinheit in der südalgerischen Provinz Tamanrasset.

## Gliederung

Gemeinde Idles

Gemeinde Tazrouk

Der Distrikt besteht aus zwei Gemeinden:
- Idles
- Tazrouk

## Fläche und Einwohner
Die Fläche des Distrikts Tazrouk umfasst mit 145.070 km² den gesamten Ostteil der Provinz Tamanrasset und erstreckt sich vom Tassili n'Ajjer-Gebirge im Norden bis zur Staatsgrenze des Niger im Süden.
Die Einwohnerzahl ist mit 4.091 (Stand 2008) sehr gering.